# Roncus stussineri
Pour les articles homonymes, voir Blothrus brevimanus.
Espèce
Synonymes
- Obisium stussineri Simon, 1881
- Blothrus brevimanus Joseph, 1882
- Roncus minoius Beier, 1931

Roncus stussineri est une espèce de pseudoscorpions de la famille des Neobisiidae.

## Distribution
Cette espèce se rencontre en Slovénie, en Italie et en Croatie.

## Description
L'holotype mesure 2,8 mm.

## Systématique et taxinomie
Cette espèce a été décrite sous le protonyme Obisium stussineri par Simon en 1881. Elle est placée dans le genre Roncus par Beier en 1929.
Blothrus brevimanus a été placée en synonymie par Beier en 1963.
Roncus minoius a été placée en synonymie par Helversen et Martens en 1972.

## Étymologie
Cette espèce est nommée en l'honneur de Jožef Stussiner (1850–1917).

## Publication originale
- Simon, 1881 : Descriptions de deux nouvelles espèces d'Obisium anophthalmes du sous-genre Blothrus. Annali del Museo Civico di Storia Naturale di Genova, vol. 16, p. 299-302 (texte intégral).